# Кліші
Кліші́ (фр. Clichy) — місто та муніципалітет у Франції, у регіоні Іль-де-Франс, департамент О-де-Сен. Населення — 64 849 осіб (01.01.2021).
Муніципалітет розташований на відстані близько 7 км на північний захід від Парижа, 9 км на схід від Нантера.
У Парижі існує площа, названа на честь міста Кліші.

## Демографія
Динаміка населення (Cassini і INSEE ):
Розподіл населення за віком та статтю (2006):
| Стать | Всього | До 15 років | 15-24 | 25-44  | 45-64 | 65-85 | Понад 85 |
| --- | ------ | ----------- | ----- | ------ | ----- | ----- | -------- |
| Чоловіки | 27 982 | 5367        | 3612  | 10 452 | 6317  | 2081  | 153      |
| Жінки | 29 181 | 5192        | 3937  | 10 398 | 6123  | 2923  | 608      |
| \| Статево-вікова піраміда \| Статево-вікова піраміда \| Статево-вікова піраміда \| \| ----------------------- \| ----------------------- \| ----------------------- \| \| Чоловіки \| Вік \| Жінки \| \| 153 \| 85 + \| 608 \| \| 296 \| 80-84 \| 592 \| \| 391 \| 75-79 \| 720 \| \| 605 \| 70-74 \| 855 \| \| 789 \| 65-69 \| 756 \| \| 1067 \| 60-64 \| 999 \| \| 1775 \| 55-59 \| 1643 \| \| 1884 \| 50-54 \| 1715 \| \| 1591 \| 45-49 \| 1766 \| \| 2019 \| 40-44 \| 2045 \| \| 2482 \| 35-39 \| 2291 \| \| 2969 \| 30-34 \| 2846 \| \| 2982 \| 25-29 \| 3216 \| \| 1980 \| 20-24 \| 2440 \| \| 1632 \| 15-20 \| 1497 \| \| 1498 \| 10-14 \| 1299 \| \| 1785 \| 5-9 \| 1696 \| \| 2084 \| 0-4 \| 2197 \| |        |             |       |        |       |       |          |
| Статево-вікова піраміда |        |             |       |        |       |       |          |
| Чоловіки | Вік    | Жінки       |       |        |       |       |          |
| 153 | 85 +   | 608         |       |        |       |       |          |
| 296 | 80-84  | 592         |       |        |       |       |          |
| 391 | 75-79  | 720         |       |        |       |       |          |
| 605 | 70-74  | 855         |       |        |       |       |          |
| 789 | 65-69  | 756         |       |        |       |       |          |
| 1067 | 60-64  | 999         |       |        |       |       |          |
| 1775 | 55-59  | 1643        |       |        |       |       |          |
| 1884 | 50-54  | 1715        |       |        |       |       |          |
| 1591 | 45-49  | 1766        |       |        |       |       |          |
| 2019 | 40-44  | 2045        |       |        |       |       |          |
| 2482 | 35-39  | 2291        |       |        |       |       |          |
| 2969 | 30-34  | 2846        |       |        |       |       |          |
| 2982 | 25-29  | 3216        |       |        |       |       |          |
| 1980 | 20-24  | 2440        |       |        |       |       |          |
| 1632 | 15-20  | 1497        |       |        |       |       |          |
| 1498 | 10-14  | 1299        |       |        |       |       |          |
| 1785 | 5-9    | 1696        |       |        |       |       |          |
| 2084 | 0-4    | 2197        |       |        |       |       |          |

## Економіка
У Кліші розташована штаб-квартира компанії L'Oréal.
2010 року серед 41 438 осіб працездатного віку (15—64 років) 32 955 були активними, 8483 — неактивними (показник активності 79,5%, у 1999 році було 77,5%). З 32 955 активних мешканців працювало 28 710 осіб (14 513 чоловіків та 14 197 жінок), безробітними було 4245 (2094 чоловіки та 2151 жінка). Серед 8483 неактивних 3721 особа була учнем чи студентом, 1840 — пенсіонерами, 2922 були неактивними з інших причин.

У 2010 році в муніципалітеті числилось 26202 оподатковані домогосподарства, у яких проживали 61029,0 особи, медіана доходів виносила 16 720 євро на одного особоспоживача

## Міста-побратими
- Гайденгайм-на-Бренці, Німеччина (1959)
- Санкт-Пельтен, Австрія (1969)
- Santo Tirso, Португалія (1990)
- Саутерк, Велика Британія (2005)
- Рубі, Польща (2005)

## Уродженці
- Марсель Галей (*1905 — †1991) — французький футболіст, нападник.

- Марина Владі (*1938) — французька кіноактриса, артистка театру та телебачення, співачка
- Ернест Сека (*1987) — гвінейський футболіст, захисник.

## Галерея зображень

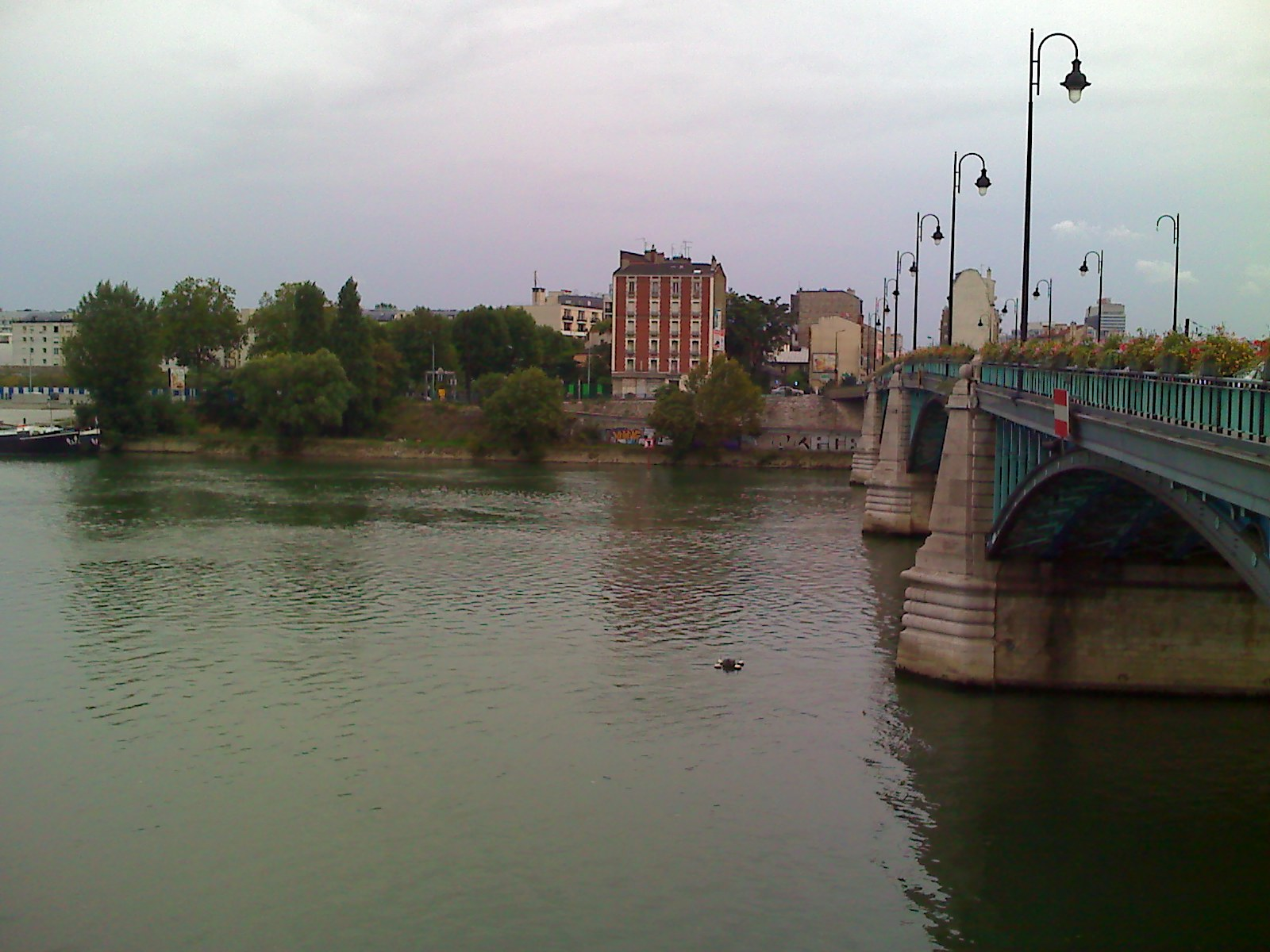
Набережна Кліші на Сені
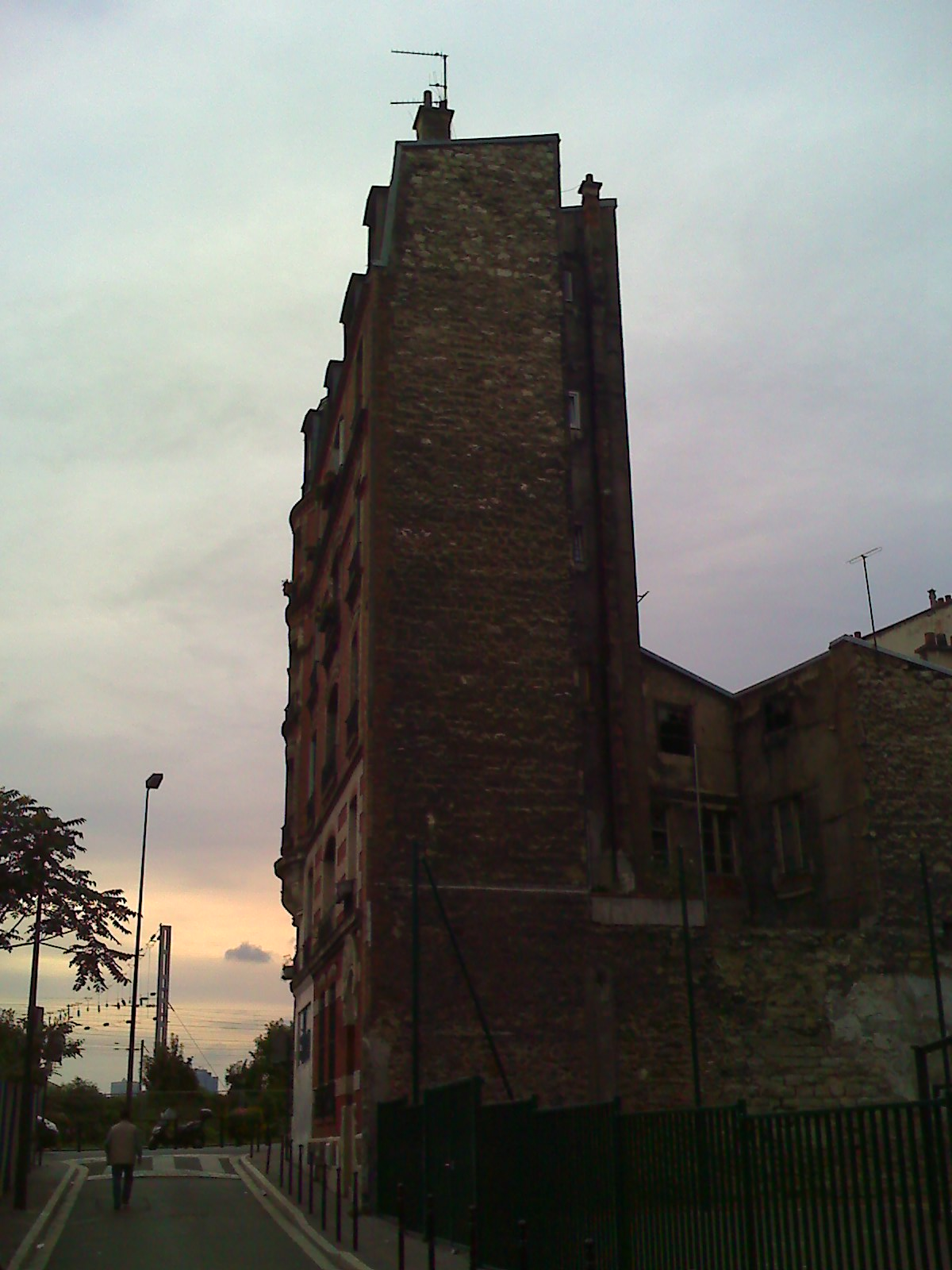
Пасаж Бертьє увечері
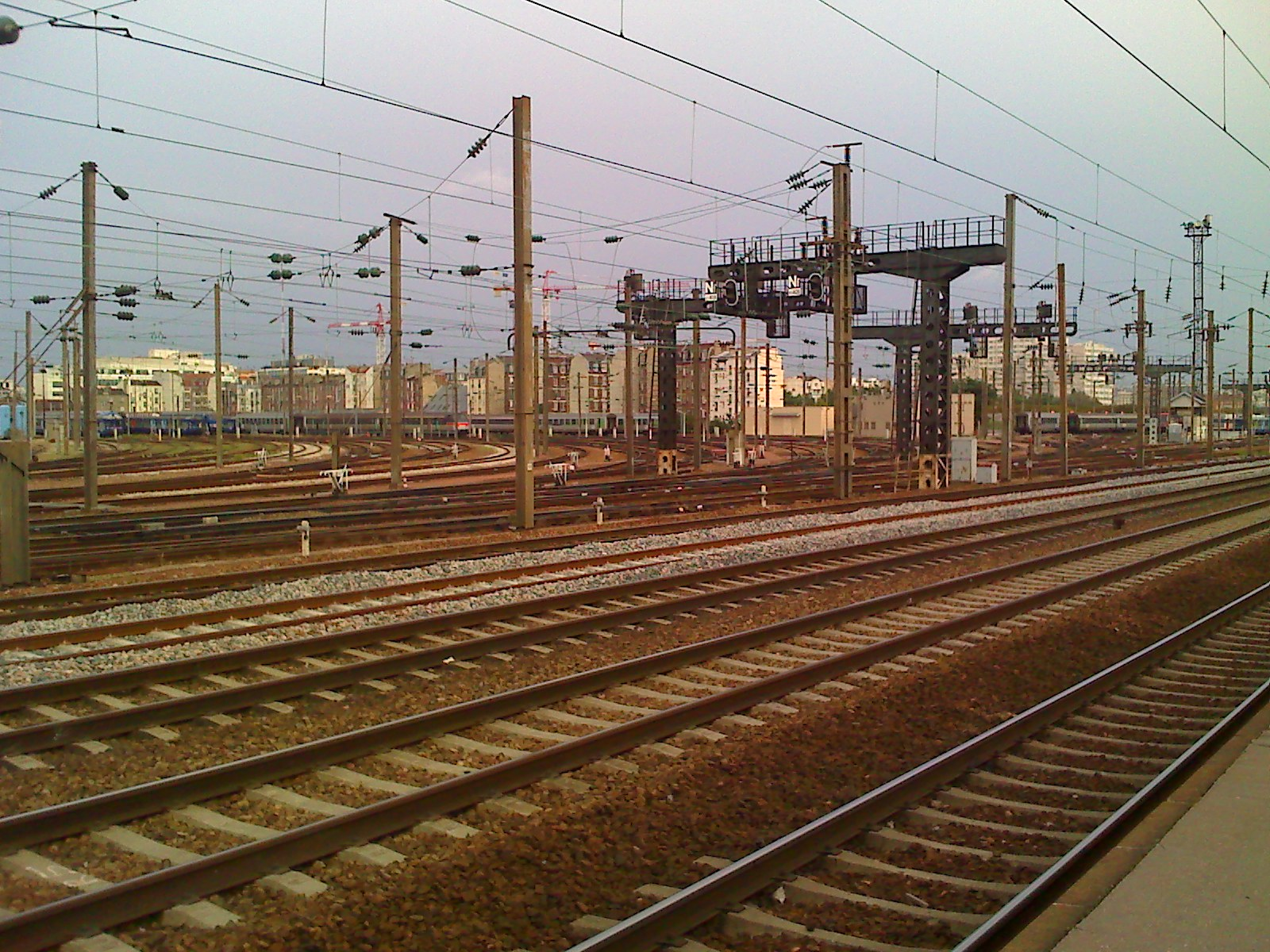
Вокзал Кліші-Леваллуа

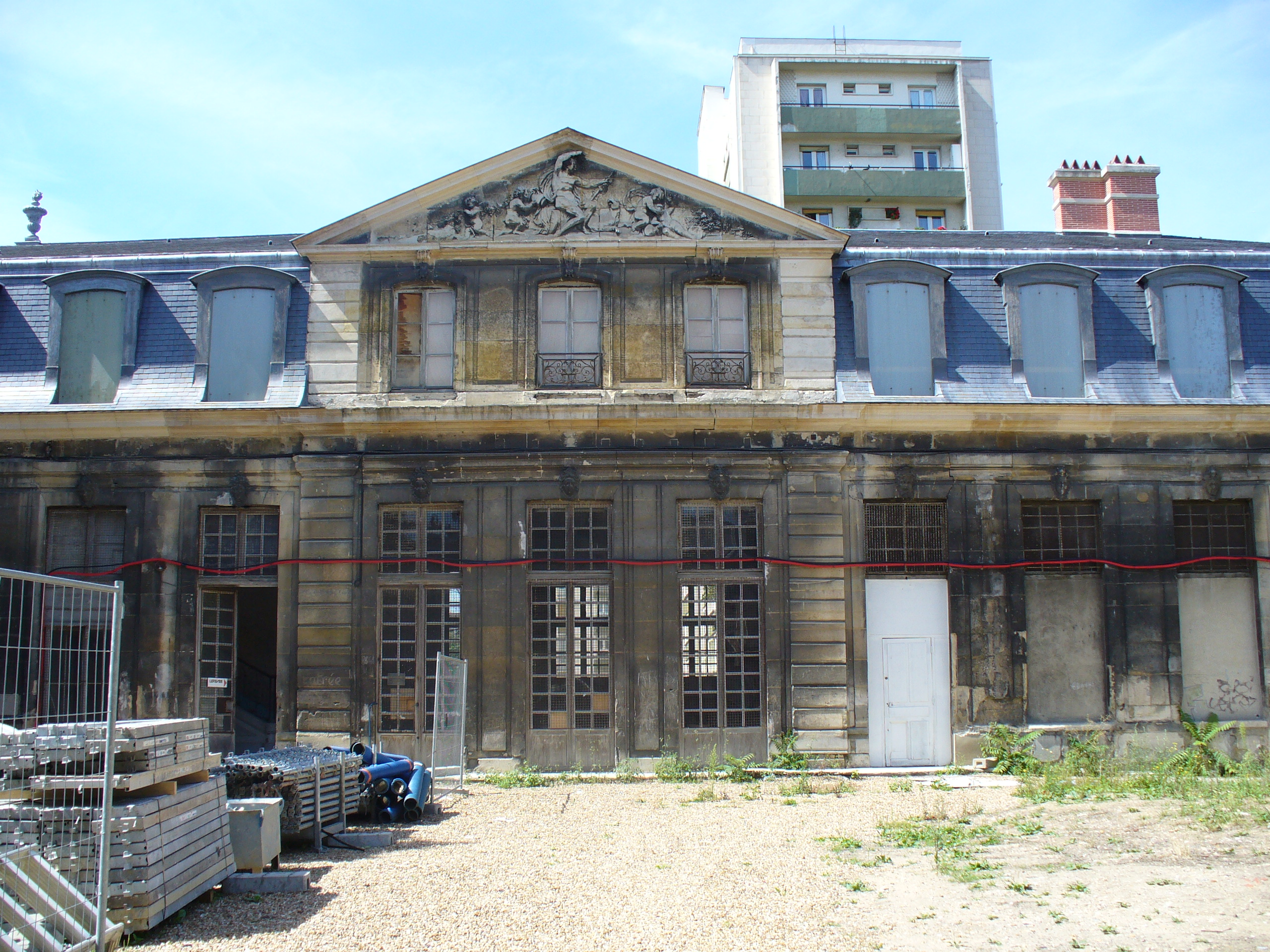
Павільйон Вандом (на реставрації)
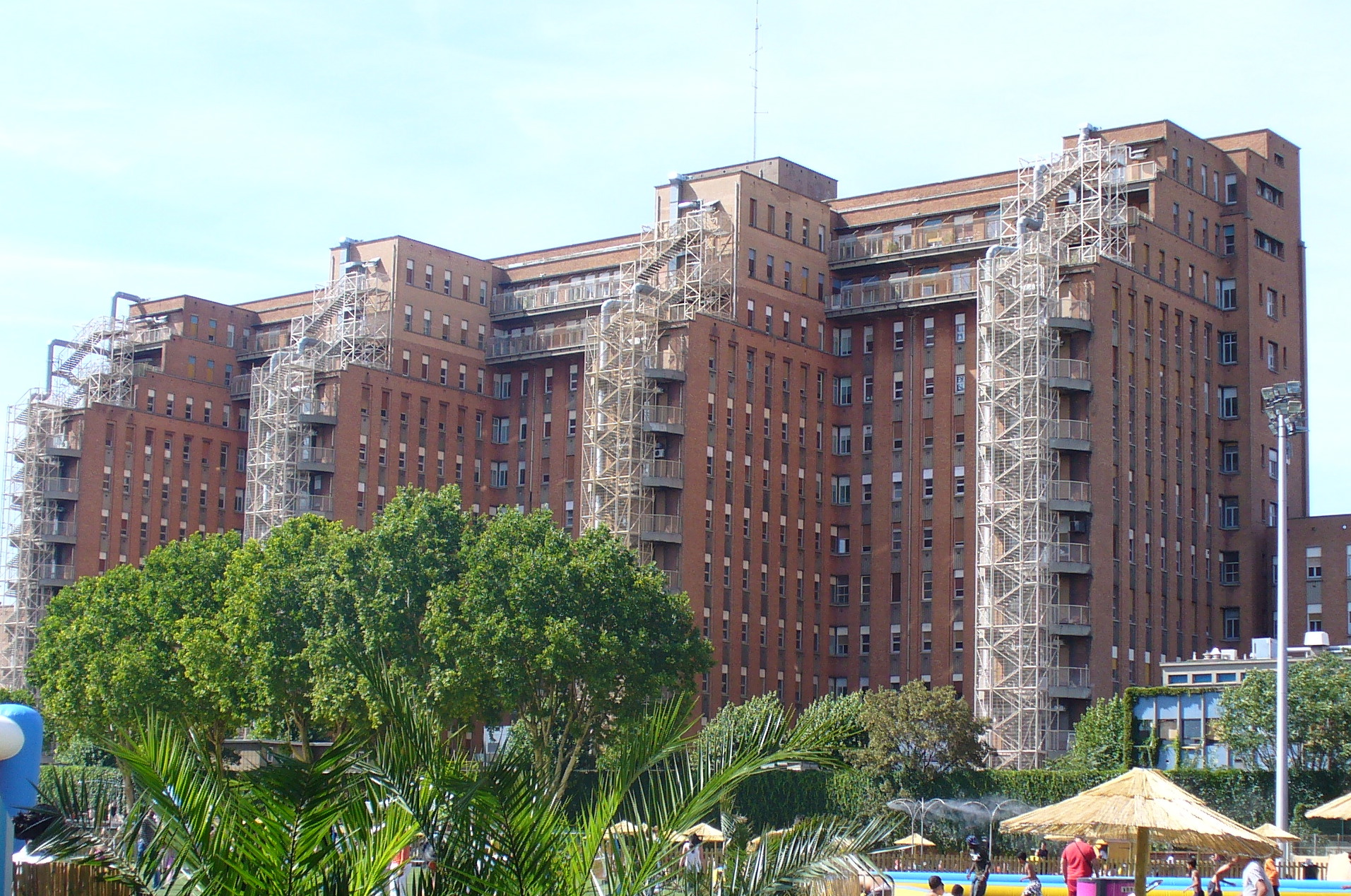
Госпіталь Божон
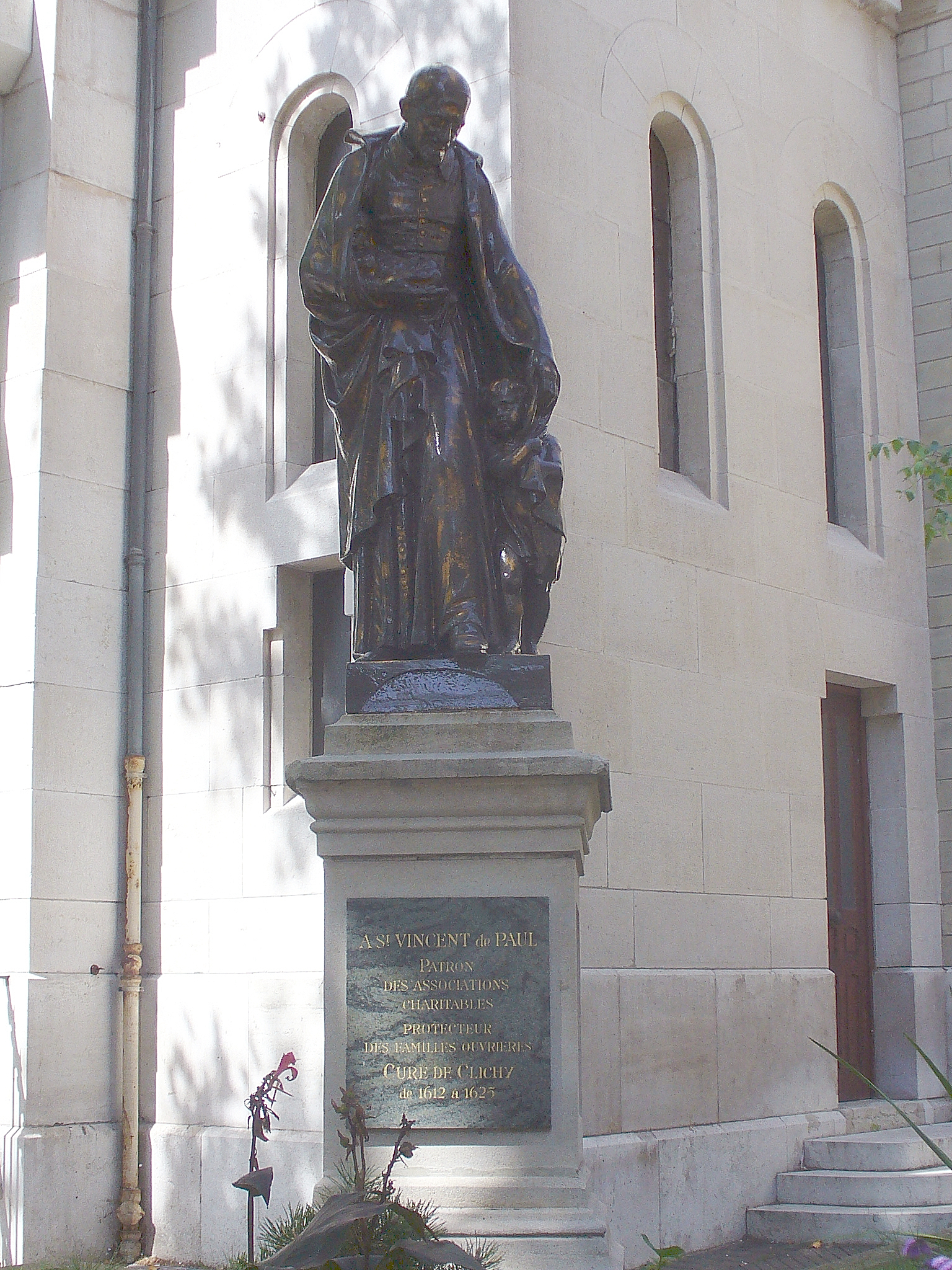
Статуя св. Венсана, за церквою